# Berselum
Berselum (Beselum) je bio stari rimski grad. Wilhelm Tomaschek pretpostavlja da se nalazio na lokaciji današnje Foče. Pripadao je rimskoj provinciji Dalmaciji.
Godine 2013. u Đelilovićima je otkriveno antičko nalazište. Istražuje se teza da je kroz današnje Đeliloviće prolazila jedna od pet Dolabellinih cesta i da iskopine masivnih zidina u stvari kriju ostatke drevnog grada Berseluma. Nađeni su keramička svjetiljka, novčići, pločica s prikazom kulta Dunavskog konjanika, nakit, oruđa i drugi nalazi. Dolabellina cesta je u rimsko doba povezivala Jadransko more s Drinom, točnije Salonu (današnji Solin) s Argentarijom (današnjom Srebrenicom), prolazeći preko važnog rudarskog područja, doline Lašve i njenih pritoka.